# Tamil Eelam

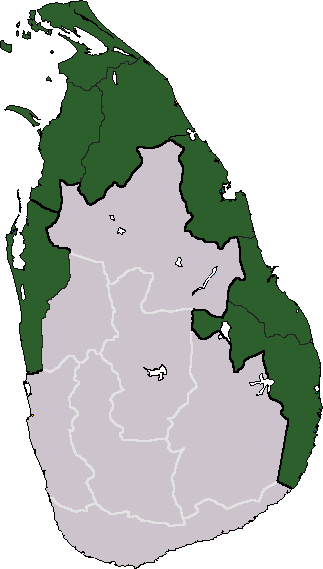
Territori considera part de la Terra Tàmil i sota la seva esfera d'influència per part del LTTE i altres activistes polítics tàmils.

Tamil Eelam (en tàmil: தமிழ் ஈழம், tamiḻ īḻam) és el nom que donen els tàmils de Sri Lanka, a l'estat independent al qual aspiren, format per les regions del nord i de l'est de l'illa de Sri Lanka. Ilaṅkai (இலங்கை) i Īḻam (ஈழம்) són els noms tàmils per a l'illa sencera.
Entre 1983 i 2009 una part del territori reclamat (entre un 40% i un 50%) va arribar a estar sota el control de facto dels Tigres d'Alliberament de Tamil Eelam (LTTE, sigles del nom en anglès, Liberation Tigers of Tamil Eelam). La zona administrada pel LTTE incloïa els districtes sencers de Kilinochchi i Mullaiththeevu, la majoria dels districtes de Mannar, Batticaloa i Vavuniya, i parts dels de Trincomalee i Amparai. Aquest estat tàmil, però, mai no va arribar a tenir cap reconeixement ni del mateix Sri Lanka ni per part d'altres estats.
Les franges septentrional i oriental de Sri Lanka sota el control del LTTE estaven governades com un estat de facto gairebé independent, amb el seu propi tribunal suprem, força de policia, exèrcit de terra, armada, força aèria, servei d'intel·ligència, i fins i tot banc central; tot i que aquestes institucions no eren formalment reconegudes pel govern de Sri Lanka. El subministrament d'electricitat i béns de consum depenia de l'àrea controlada pel govern a través de l'autopista A9. No tenia moneda pròpia i usava la Rupia de Sri Lanka. El LTTE havia acusat sovint el govern d'imposar embargaments sobre béns bàsics, fent passar necessitat a la població civil. No tenia aeroport propi i els visitants estrangers havien de passar per l'aeroport de Colombo.
En el segon dia dels herois nacionals (27 de novembre de 1990), la bandera dels Tigres d'Alliberament de Tamil Eelam sense inscripcions fou adoptada com a bandera nacional de Tamil Eelam (que fins llavors era de facto la bandera del TULF). Des del 1972 el líder del LTTE havia triat el tigre como símbol per la seva vinculació a les civilitzacions dràvides i que representava l'heroisme i l'orgull, i era comparable en combat als soldats tàmils. El color vermell representa el progrés i els canvis socials. Vermell, groc i negre son el colores nacionals triats pel Tamil Eelam. El disseny de la bandera és de 1977.
Entre gener i maig de 2009, però, l'Exèrcit de Sri Lanka va anar capturant els territoris controlats pel LTTE. Després de la derrota militar del LTTE, des de 19 de maig de 2009, Tamil Eelam va deixar d'existir com a entitat física, tot i que roman com a aspiració política entre part de la diàspora tàmil de Sri Lanka.